# Apoula Edel
Apoula Edima Bete Edel (em armênio: Ապուլա Էդիմա Էդել Բետե), mais conhecido como Apoula Edel, ou simplesmente Edel (Yaoundé, 17 de junho de 1986), é um futebolista camaronês naturalizado arménio que atua como goleiro. Atualmente joga pelo Pune City.

## Carreira
Nascido em Yaoundé, Edel mudou-se para a Armênia em 2002 para jogar no Pyunik, tradicional clube da ex-república soviética, onde assinou seu primeiro contrato profissional no ano seguinte. Em 3 temporadas, foram 58 jogos e 1 gol marcado.
Em janeiro de 2006, sem explicação oficial, deixou o Pyunik e foi jogar no Rapid Bucareste, mas ele não chegou a estrear no clube romeno, que teve de emprestá-lo ao Gent (Bélgica), onde não jogou. A estreia oficial de Edel pelo Rapid foi em setembro, tendo o goleiro atuado em apenas 9 partidas. Assinou com o Paris Saint-Germain, por indicação do então técnico Paul Le Guen, numa transferência livre em 2007, inicialmente como quarta opção ao gol, ficando atrás dos experientes Grégory Coupet, Mickaël Landreau e Jérôme Alonzo. Sob o comando de Le Guen, Edel jogou 4 partidas. Com Antoine Kombouaré, passou a ser alternativa a Coupet depois da aposentadoria de Alonzo e da irregularidade de Landreau (que, posteriormente, deixaria o PSG para defender o Lille), porém o então titular sofreu uma lesão no tornozelo em novembro de 2009 e não voltaria a atuar na temporada, fazendo com que Edel ganhasse outra chance no gol do PSG. Com a recuperação de Coupet, voltaria a ser reserva. Uma falha no jogo frente ao Lyon, em novembro de 2010, minou as chances do goleiro em permanecer como titular. Ele ainda chegou a disputar 2 jogos em 2011 antes de perder de vez a vaga para Coupet.

## Passagens por Israel e Índia
Depois da malsucedida passagem pelo PSG, Edel foi contratado pelo Hapoel Tel Aviv, vencendo a Copa do Estado de Israel em 2012. Passou também pelo futebol indiano, onde representou Atlético de Kolkata, Chennaiyin e Pune City, seu atual clube.

## Títulos
Pyunik
- Campeonato Armênio: 2002, 2003, 2004, 2005
- Copa da Armênia: 2002, 2004

 Rapid
- Copa da Romênia: 2006–07

 PSG
- Supercopa da França: 2010

 Hapoel Tel Aviv
- Copa do Estado de Israel: 2012

 Atlético de Kolkata
- Indian Super League: 2014

 Chennaiyin
- Indian Super League: 2015